# Ириней (Клементьевский)
Архиепископ Ириней (в миру Иван Андреевич Клементьевский; февраль 1753, Клементьевка, Ковровский уезд, Владимирская губерния — 24 апреля 1818, Санкт-Петербург) — епископ Русской православной церкви, архиепископ Псковский, Лифляндский и Курляндский.

## Биография
Родился в феврале 1753 года в селе Клементьевка Ковровского уезда в семье священника.
Обучался во Владимирской духовной семинарии, затем — в Московской духовной академии, по окончании которой был оставлен в ней учителем и проповедником.
В 1774 году пострижен в монашество и с 12 сентября 1776 года поставлен игуменом московского Николо-Перервинского монастыря и префектом Перервинской духовной семинарии.
В сентябре 1782 года был перемещён в московский Крестовоздвиженский монастырь, 9 декабря 1783 года — в Московский Знаменский монастырь, в ноябре 1784 года переведён в Ростовский Борисоглебский монастырь; 25 декабря 1784 года возведён в сан архимандрита Ростовского Борисоглебского монастыря и назначен ректором Ярославской духовной семинарии.
В 1787 году вызван в Санкт-Петербург на чреду священнослужения и проповеди.
С 30 июня 1788 года — член Святейшего Синода, архимандрит Новгородского Юрьева монастыря.
6 июня 1792 года был хиротонисан во епископа Тверского и Кашинского; 24 октября 1796 года возведён в сан архиепископа.
17 октября 1798 года перемещён в Псков.
30 августа 1814 года уволен на покой.
Состоял членом Российской Академии наук, занимался литературной деятельностью, сделал много переводов отцов Церкви с греческого языка.
Скончался 24 апреля (6 мая) 1818 года в Петербурге. Погребён в Фёдоровской церкви Александро-Невской лавры.

## Сочинения
- Толкование на послание к Римлянам. — М., 1787.
- Толкование на послание к Евреям. — М., 1787.
- Толкование на псалмы. — М., 1791, 1807 и 1814.
- Толкование на двенадцать малых пророков. — СПб., 1804 и 1809.
- Толкование на пророка Даниила. — СПб., 1816.

Богословские трактаты:
- О смерти, суде, о вечном блаженстве и вечных мучениях. — СПб., 1795;
- О семи изречениях Иисуса Христа со креста. — СПб., 1795.
- Руководство к благочестивому житию, или о внутреннем доме, то есть устроении своей совести. — СПб., 1796 и 1809.
- Проповеди. — 1791 (1794).
- Воздыхание голубицы или о пользе слез (перев. из Беллярмина, изд. 1793 г.).

Переводы с греческого:
- Избранные беседы Златоуста. — М., 1784;
- Иоанн Златоуст. Беседы на послание к коринфянам. — М., 1806.
- Иоанн Златоуст. Беседы на послание к римлянам. — М., 1806.
- Иустина философа разговор с Трифоном Иудеянином. — СПб., 1787.
- «Слова» Григория Богослова. — М., 1798.
- «Слова» Василия Селевкийского. — М., 1802.
- «Слова» Петра Хризолога. — М., 1794.